# المعالم الأثرية في واسط
يوجد في محافظة واسط العراقية 420 موقعًا أثريًا تعود لفترات زمنية مختلفة وحضارات متعددة منها تعود لزمن الدولة الاموية والدولة العباسية والدولة العثمانية وبعضها للعصور السومرية والأكدية وأعلن مدير دائرة الآثار في واسط برهان عبد الرضا إلى سعي الحكومة لأدراج محافظة واسط ضمن مواقع التراث العالمي.

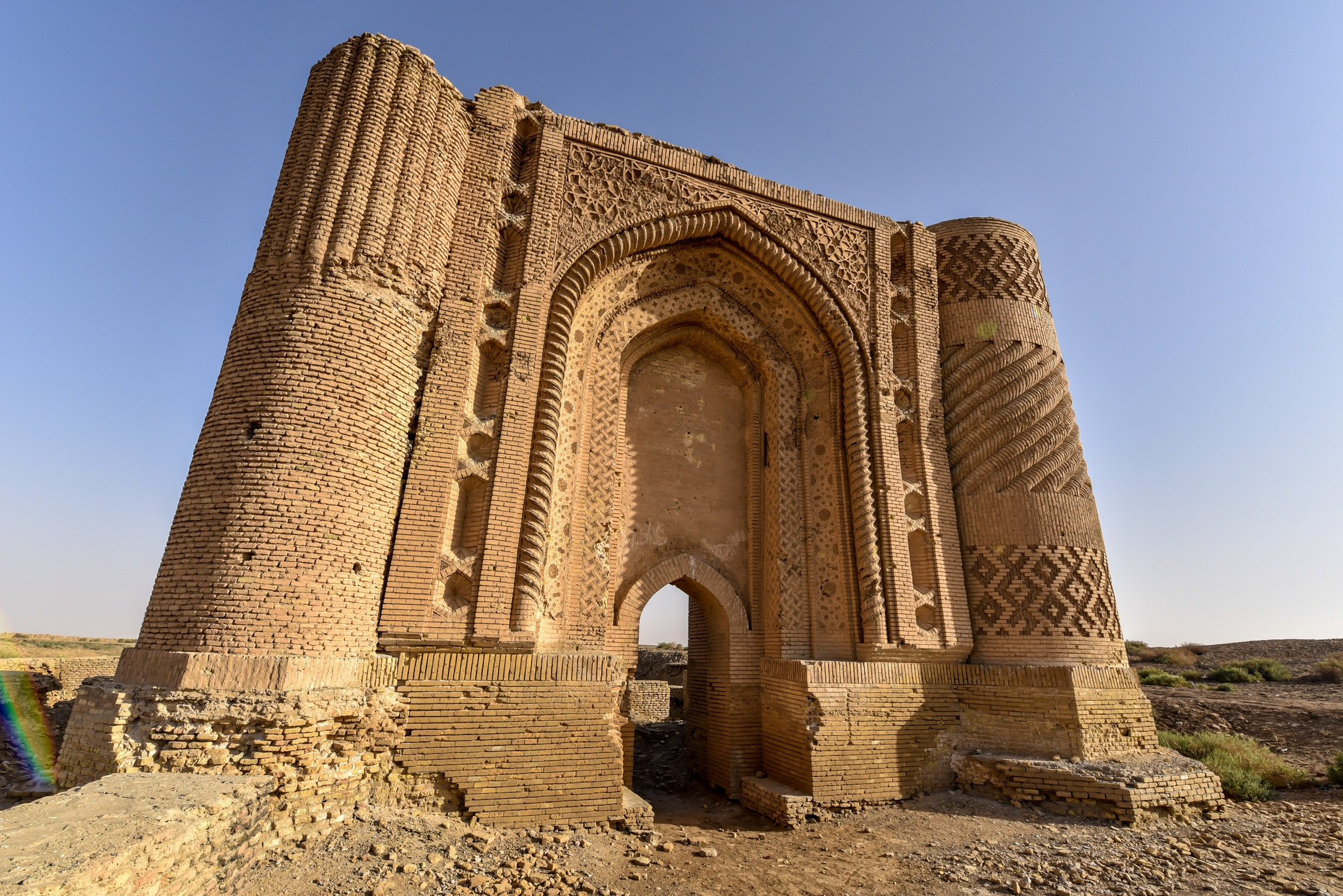
بوابة مدينة واسط القديمة المعروفة بالمنارة

## مدينة اداب
أداب هي مدينة سومرية قديمة تقع بين تيلوه ونيبور تسمى حاليا بسمايا أو بسميا في محافظة واسط في العراق. ، كشفت الحفريات التي قام بها عالم الآثار الأمريكي إدغار جيمس بانكس (1903-1904) عن مبانٍ تعود إلى فترة ما قبل التاريخ وإلى فترة متأخرة من عهد أور-نمو (حكم 2112-2095 قبل الميلاد). كانت آداب مركزاً سومرياً مهماً حتى عام 2000 تقريباً. وقد نسبت قائمة الملوك السومرية إلى المدينة إحدى السلالات السومرية المبكرة التي تضم ملكاً واحداً فقط هو لوغال-آن-موندو، الذي قيل إنه حكم لمدة 90 عاماً؛ ووفقاً لموقعه في قائمة الملوك فإن فترة حكمه كانت حوالي 2400. في جميع الأوقات الأخرى من تاريخها تقريبًا كان يحكم أداب ملوك سيطروا على كل أو معظم بابل (جنوب بلاد ما بين النهرين). وكان الإله الرئيسي للمدينة هو الإلهة ننهورساج.

## مدينة دير
دير (بالسومرية الو دير-أي-ار) هي مدينة سومرية قديمة تسمى حاليا بتل عقار الذي يقع بالقرب من مدينة بدرة في محافظة واسط في العراق، وتقع شرق نهر دجلة بين منطقة تقع بين بلاد سومر و بلاد عيلام. وكانت تسمى أيضا دوروم.

## مدينة واسط القديمة
تقع هذه المدينة التاريخية في الوقت الحاضر إلى الجنوب الشرقي من مدينة الكوت مركز محافظة واسط بحدود 65 كيلومتراً، وإلى الشمال الشرقي من مدينة الحي بحدود 20 كيلومتراً ضمن أراضي المنارة، وأعلن عن أثرية المدينة في الجريدة الرسمية الوقائع العراقية عام 1935، بعد نهاية حكم الخلفاء الراشدين واستيلاء الأمويين على سلطة، فكانت أول مدينة أسست بعد المدن التي استحدثها الصحابة هي مدينة «واسط» بالعراق، التي شيدها الحجاج بن يوسف الثقفي في عام 83هـ، حيث روى ياقوت الحموي (ت 626هـ) -في كتابه معجم البلدان أن الحجاج هو «أول من بنى مدينة في الإسلام بعد الصحابة».
وقع الاختيار على هذا الموقع لتوسطه الإستراتيجي بين الكوفة والبصرة، سميت بهذا الاسم لتوسطها بين مدن العراق كما يقول القلقشندي في كتابه صبح الأعشى، تبعد من كلتا المدينتين خمسين فرسخاً مايعادل 270 كلم، فهي بعيدة عنهما بمقدار ما يأمن الحاكم على نفسه، وقريبة منهما بمقدار ما يخشى الثوار فيهما سطوته، أنفق الحجاج على بناء قصره والجامع والخندقين والسور ثلاثة وأربعين ألف ألف درهم مايعادل مليار دولار تقريباً بأسعار اليوم، وقد بنى قصره الخاص ذا القبة الخضراء، وأيضاً بني في واسط المسجد الجامع، والسوق العامر الذي كان يجتمع فيه أغلب التجار لعرض بضاعتهم أمام الناس، كما تم تم سك عملة ذهبية وفضية خاصة بالمدينة.

## سدة الكوت
سدة الكوت هو سد عراقي يقع في محافظة واسط في مدينة الكوت على نهر دجلة وتعد السدة من أطول سدود العراق حيث يبلغ طولها 550م تتألف من 56 بوابة، نفذ المشروع في فترة حكم الملك فيصل الاول بإشراف شركة بريطانية عام 1939 وكان الغرض من المشروع إنقاذ نهر الغراف الذي كان يأخذ مياهه من نهر دجلة بداء يجف ويهدد المناطق الزراعية التي تعتمد علية في عملية السقي، وتستخدم في خزن المياه وتوليد الطاقة الكهربائية ولكن بسبب قدمها لا تستخدم لهذا الغرض، وقد تعرضت للقصف الجوي الأمريكي في عام 1991م لكنها بقيت صامدة ولم يتأثر منها إلا جزء بسيط جداً وتم ترميمها من قبل الشركات العراقية.[بحاجة لمصدر]

## تل البقرات
تل البقرات يقع في قضاء الأحرار 30 كم جنوب غرب مدينة الكوت، عبارة عن ثلاثة تلول هلالية الشكل تشغل مساحة واسعة من الأرض ويصل ارتفاعها إلى 7م، وتضم العديد من الاثار المكتشفة حديثاً منها زقورة ومعبد وبعض الوحدات السكنية واختام أسطوانية، وأوانٍ وأقداح وجرار فخارية ورقم طينية، وجميعها تعود إلى العصر البابلي الحديث، وتم اكتشاف تلك الاثار على يد فرق التنقيب الايطالية التي باشرت البحث منذ عام 2009م برئاسة المنقب كارلو ليبوليز من جامعة تورينو الإيطالية.[بحاجة لمصدر]

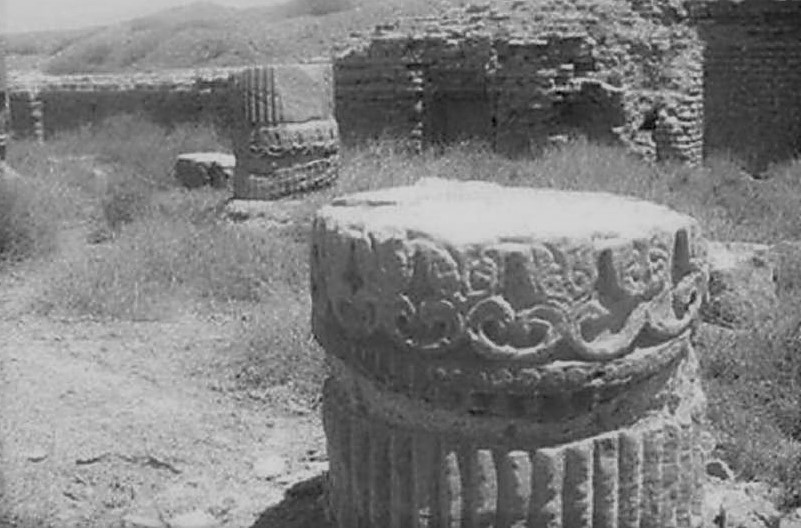
تل البقرات في قضاء الاحرار

## مسجد النجمي
الذي يقع في محافظة واسط (23 كم) شمال غرب مدينة النعمانية، ويعرف أيضًَا بأسم موقع النجمي أو قصر النجمي، ويحتوي المسجد على قبر العلامة البجلي وزوجته، حيث بني على طراز العمارة السلجوقية.